# Hannah Szenes (schip, 1942)
De Hannah Szenes (Hebreeuws: חנה סנש), voorheen de Andarta, was een in 1942 gebouwd schip dat dienstdeed in de Aliyah Bet, de illegale immigratie van Joden naar het mandaatgebied Palestina. Het Italiaanse schip werd in 1945 gekocht door de Mossad en vernoemd naar Hannah Szenes, een Joodse parachutiste in het Britse leger, die in 1944 in Hongarije door de nazi's was geëxecuteerd. Het was het eerste immigrantenschip dat voorbij de Britse Palestine Patrol wist te komen, die vanaf 20 oktober 1945 de Palestijnse kustwateren blokkeerde.

## Geschiedenis

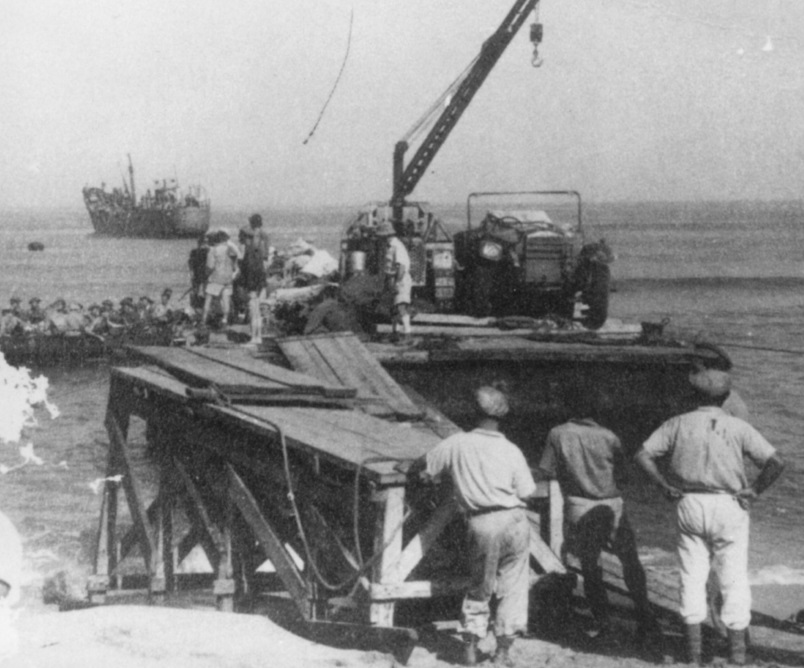
Ontscheping van de gestrande Hannah Szenes.

Op 14 december 1945 vertrok het schip vanaf de Italiaanse havenstad Savona met 252 Joodse emigranten aan boord. Het slaagde erin om ongemerkt langs de Britse blokkade te komen en strandde op 25 december op de kust bij Nahariya. Alle opvarenden werden middels een touwbrug heimelijk aan land gebracht.
Na de Israëlische onafhankelijkheidsverklaring in 1948 werd het schip tot 1952 door de Israëlische marine gebruikt.